# 竹島漁猟
竹島漁猟合資会社（たけしまぎょりょうごうしがいしゃ）は、1905年（明治38年）、島根県隠岐郡（当時・隠地郡）竹島での共同漁業のためにつくられた会社。
竹島を漁場として開拓した五箇村（現・隠岐の島町）久見の人びとによって担われた。

## 概要
隠岐群島の沖合にあって、それまで「松島」ないし「リャンコ島」と呼称されてきた島が、日本政府によって正式に「竹島」と命名されたのは、1905年（明治38年）1月18日のことであった。それに先立つ1904年9月、西郷町（現、隠岐の島町）在住の中井養三郎は内務大臣、外務大臣、農商務大臣に「りゃんこ島領土編入並貸下願」を提出した。そのなかの説明書には「海驢ノ保護方法」、「海驢ノ群集ニ及ボス競争捕獲ノ害」等の項目があるように、当初からアシカ猟は竹島での漁労の中心であった。
1905年（明治38年）2月22日、竹島が島根県の所管に決定すると、島根県は同年4月漁業取締規則を改正して竹島のアシカ漁を許可漁業とした。隠岐島司はこの許可書を獲得した者を指導する義務を負うこととなり、共同で漁をするために竹島漁猟合資会社を作らせた。
日本政府に「りゃんこ島領土編入並貸下願」を出した中井養三郎も、「アシカ群集ニ及ボス競争捕獲ノ害」を訴えていたので、会社組織での漁に賛同した。島根県は竹島でのアシカ漁の経験のある西郷町（現・隠岐の島町）の中井養三郎、加藤重蔵、中村（現・隠岐の島町）の井口龍太、五箇村の橋岡友次郎の4名に許可書と鑑札を与えた。
漁猟合資会社は同年6月には始動し、その「明治39年度計算書」には「明治39年度ハ前年度失敗ノ余弊ヲ受ケ、資本ハ空乏シ信用ハ地を掃キ」、「本年度ノ本社ノ経済ハ資本払込額ハ僅カニ八百円ニ過キザルニ、前年度ノ損失額ハ実ニ二千五百円ニノボリ（中略）、然レドモ本社ノ未払込資本金ハ弐千弐百円ノ余裕ヲ存スルヲ以テ、本員ハ其ノ払込ヲ得テ此不足ヲ償ヒ及ビ本年度営業ノ資ニ供セントシタル」とあり、創業時の経営は必ずしも順調ではなかったことがうかがわれる。